# Eleições na Suíça
As eleições da Suíça dividem-se em vários tipos:
- Eleições parlamentares
- Eleições para o Conselho Federal
- Referendos